# Berberis aquifolium
Espèce
Classification phylogénétique
Berberis aquifolium, le Mahonia faux houx ou Mahonia à feuilles de houx, est une espèce de plantes à fleurs de la famille des Berberidaceae. C'est un arbuste semi-persistant originaire du nord-ouest des États-Unis (Californie, Oregon) et de Colombie-Britannique, mais il est depuis longtemps naturalisé en Europe occidentale. Emblème de l'État d'Oregon, il est également appelé « vigne de l'Orégon »  en anglais Oregon-grape, car les premiers colons faisaient une sorte de « vin » avec ses baies.

## Synonyme
- Mahonia aquifolium (Pursh) Nutt.

## Description
C'est un arbuste de 0,5 à 2 mètres, à rhizome traçant, à tiges vigoureuses et peu ramifiées.
Ses feuilles imparipennées, à folioles coriaces et luisantes, sessiles, dont les limbes portent des dents épineuses ressemblant à celles du houx.
Ses fleurs hermaphrodites jaunes, à l'odeur de miel, assez petites, groupées en racèmes denses, apparaissent de mars à mai et sont matures à la fin de l'été. Leur pollinisation est entomogame. La dissémination est endozoochore.
Les fruits sont des baies bleuâtres à noires mûres dès le milieu de l'été. Elles sont comestibles après cuisson, mais amères. On en fait de la confiture en récoltant les fruits dès leur maturité (juillet). Le goût est proche de celui du cassis.

Fleurs.
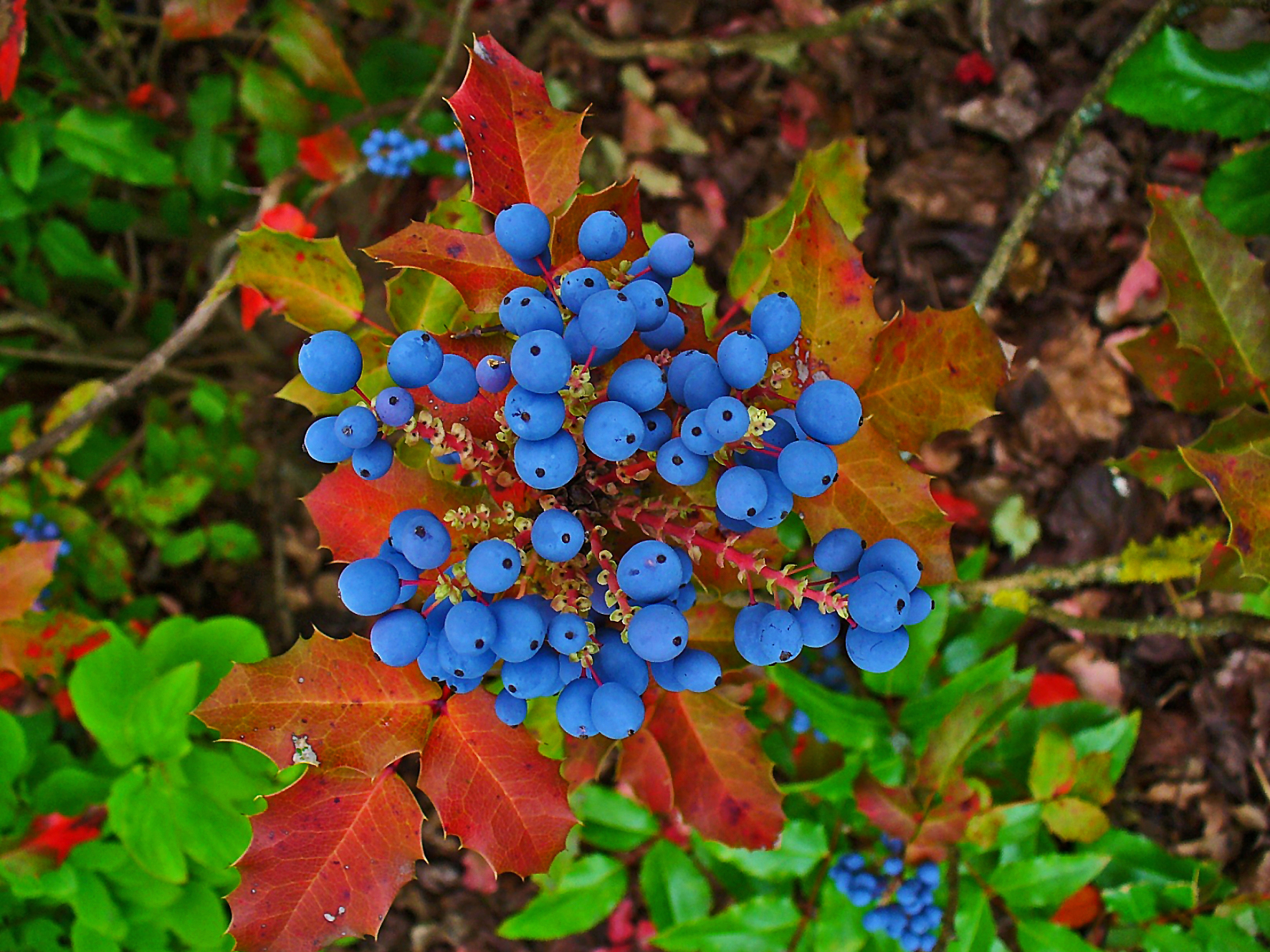
Fruits.

## Culture
Le Mahonia est très facile à cultiver. Il est rustique jusqu'à −20 °C (zone USDA 5).
Lors du semis, l'exposition à la lumière est un facteur indispensable pour lever la dormance car les graines ont une « photosensibilité positive » (par opposition, les graines à photosensibilité négative ont besoin d'obscurité pour germer). C'est pourquoi, lors du semis, les graines de Mahonia doivent à peine être recouvertes.
Le Mahonia à feuilles de houx est sensible à la rouille et parfois à l'oïdium.
Les jeunes mahonias doivent être taillés après la floraison en pinçant le bouquet de feuilles terminales pour permettre à la plante de se ramifier. Une fois adulte, le Mahonia ne nécessite plus aucune taille si ce n'est la suppression des rameaux morts et des hampes florales fanées.
La mineuse du houx (Phytomyza ilicis) est un des rares insectes ravageurs s'attaquant au Mahonia.

## Propriétés
Comme l'Épine-vinette (Berberis vulgaris), toute la plante, sauf les fruits, renferme des alcaloïdes peu toxiques. Les fruits sont non toxiques. À forte dose (plus de 10-20 baies), ils n’entraîneraient que de légers troubles digestifs.

## Utilisation
En massifs, isolés.

### Ornementale
Cet arbuste est fréquemment planté dans les parcs et les jardins pour sa facilité d'entretien (supporte la sécheresse et les sols pauvres), son feuillage vert vif, devenant rouge en automne, ainsi que pour ses fleurs parfumées (plante mellifère) et ses fruits. Ses baies bleu sombre qui mûrissent en juin–juillet sont appréciées des oiseaux.
On l'utilise souvent comme composante de haies.

### Médicinale
Les racines du Berberis aquifolium, dont on faisait jadis des teintures jaunes, sont toxiques car elles contiennent jusqu'à 1,5 % de berbérine et autres alcaloïdes.
Comme une espèce voisine, l'hydraste du Canada, cette espèce contient des alcaloïdes (berbérine, berbamine et oxyacanthine) connus pour leurs effets anti-inflammatoires et anti-bactériens
 utilisés dans le traitement de l'infection.
Des extraits d'écorce de racine sont utilisés aussi pour le traitement de l'eczéma, du psoriasis
 et de la dermatite atopique.

### Culinaire
Les fruits du Mahonia sont comestibles. Ce sont des baies violacées au parfum légèrement aigre. Elles se consomment en confiture ou en gelée, mais aussi en vin ou en liqueur. Crues, elles sont acidulées (sucré et acide comme certains bonbons) si l’on prend soin de ne pas croquer dans le ou les pépins (graines) très amères, et non comestibles à forte dose. Ces graines sont toxiques en raison des alcaloïdes qu'elles contiennent.